# 朱衣镇
朱衣镇，是中华人民共和国重庆市奉节县下辖的一个乡镇级行政单位。
2014年4月30日行政区划调整。调整后，辖黄果、五湘2个社区和麻林、三塘、蓼叶、砚瓦、白云、狮子、仙女、双碾、三江、油沙、桥沟11个村。

## 行政区划
朱衣镇下辖以下地区：
黄果社区、胡家社区、清水社区、魏家社区、帽峰社区、五湘社区、桥沟村、麻林村、双碾村、仙女村、油沙村、蓼叶村、狮子村、白云村、真武村、砚瓦村、口前村、大槽村、三塘村和三江村。
2014年4月30日行政区划调整后，下辖黄果、五湘2个社区和麻林、三塘、蓼叶、砚瓦、白云、狮子、仙女、双碾、三江、油沙、桥沟11个村。 